# Kingaroy
Kingaroy is een plaats in de Australische deelstaat Queensland en telt 7620 inwoners (2006).

## Geboren
- Colin Petersen (1946-2024), drummer
- Taliqua Clancy (1992), beachvolleyballer